# Pocrí (Los Santos)
Pocrí es un corregimiento y ciudad cabecera del distrito de Pocrí en la provincia de Los Santos, República de Panamá. La ciudad tiene 1.002 habitantes (2010).

## Geografía
Esta población está situada a 7º 43' 36" de latitud norte y 80º 9' 20" de longitud oeste, en la provincia de Los Santos, entre los ríos Pocrí, Muñoz y Purio y sobre una planicie con más o menos 100 metros de altitud. Dista 21 kilómetros, aproximadamente, de Las Tablas, cabecera de la provincia, situada al noroeste. Se encuentra a 15 metros sobre el nivel del mar y a 2 km de distancia de la Bahía de La Concepción.
Su clima es de tipo tropical de sabanas y las temperaturas medias oscilan entre los 25º y 26 °C. El periodo de lluvias se extiende generalmente de mayo a diciembre y la estación seca, llamada comúnmente verano, va de enero hasta abril.
Las características descritas anteriormente son elementos esenciales para el asentamiento de una población, ya que de ellos depende el progreso o estancamiento de la misma.
or encontrarse ubicada entre tres grandes ríos y bastante próxima al mar, con una tierra que fue y aún es fértil y un clima agradable, presentaba los elementos necesarios para una población activa, que en muy poco tiempo reunió los requisitos indispensables para su subsistencia. Sus pobladores podían ejercer diferentes actividades agrícolas; además, desde los orígenes de la población, el mar ha proporcionado el sustento de sus moradores y de lugares aledaños, lo que corroboramos con la siguiente información:

### Límites
Los límites de la población de Pocrí encierran, desde 1890, una extensión de 75 hectáreas, según su área y ejidos. Esta población desde que fue erigida como distrito, o muy poco tiempo después, delimitó su área y ejidos, ya que gran parte de las tierras que rodeaban el poblado se encontraban libres. Sin embargo la población también fue aumentando lo que trajo como consecuencia el acaparamiento de tierras, por lo que se hacía necesario señalar lo que correspondía al pueblo para la ubicación de sus viviendas, al igual que en los demás Distritos de la República.
Estas Áreas y Ejidos corresponden al Plano n.º 2440, de junio de 1890, Tomo 300, Finca 2935, Folio 363; donde se de marcan los límites siguientes:
Norte:
- Terreno de Antigua Muñoz
- Terreno de Petra Sucre
- Terreno de Eugenio Samaniego
- Terreno de Ezequiel Vergara
- Camino de El Limón

Sur:
- Terreno de Antigua Muñoz
- Terreno de Jesús María Achurra
- Terreno de Leonor Cuervo.

Este:
- Terreno de Jacinto Cuervo
- Terreno de Roberto Sucre
- Terreno de José Anria
- Terreno de Valentín Rodríguez
- Terreno de Roberto Sucre
- Terreno de Herman Samaniego
- Terreno de Venancio Anria

Oeste:
- Terreno de Felipe Muñoz
- Terreno de Pedro Muñoz
- Terreno de Juan Woo
- Terreno de Antigua Muñoz

## Fuente
- World Gazeteer: Panama – World-Gazetteer.com
- “Papel de la Iglesia en el Pocrí Decimonónico”. Luis De León y Miriam Bravo. Tesis para optar por el título de Licenciados en Filosofía, Letras y Educación con especialización en Geografía e Historia. Universidad de Panamá. Centro Regional Universitario de Azuero, 1983.